# Dipoena pacificana
Espèce
Dipoena pacificana est une espèce d'araignées aranéomorphes de la famille des Theridiidae.

## Distribution
Cette espèce est endémique du Vanuatu.

## Étymologie
Son nom d'espèce lui a été donné en référence au lieu de sa découverte, l'océan Pacifique.

## Publication originale
- Berland, 1938 : Araignées des Nouvelles Hébrides. Annales de la Société Entomologique de France, vol. 107, p. 121-190.